# Papi Khomane
Papi Isaac Khomane (Città del Capo, 31 gennaio 1975 – Newcastle, 25 novembre 2023) è stato un calciatore sudafricano, di ruolo difensore.

## Carriera

### Club
Ha sempre giocato nel campionato di casa.

### Nazionale
Con la maglia della Nazionale sudafricana ha partecipato alla Coppa d'Africa nel 2000.